# Индекс Тейла
Индекс Тейла представляет собой показатель измерения социального неравенства, предложенный в 1967 году нидерландским экономистом Анри Тейлом. Индекс Тейла основан на предложенном Шенноном понятии информационной энтропии. В отличие от коэффициента Джини индекс Тейла разложим, то есть, если популяция разбита на группы, то индекс Тейла всей популяции можно записать в виде взвешенной суммы индексов Тейла каждой из групп и показателя социального неравенства между группами. Разложимость индекса Тейла позволяет говорить о проценте социального неравенства, объяснимого заданным разбиением популяции на группы, и сравнивать различные разбиения.

## Расчёт индекса Тейла
Индексы Тейла {\displaystyle T_{1}} и {\displaystyle T_{0}} рассчитываются по следующим формулам:
{\displaystyle T_{1}={\frac {1}{N}}\sum _{i=1}^{N}\left({\frac {x_{i}}{\overline {x}}}\cdot \ln {\frac {x_{i}}{\overline {x}}}\right)}
{\displaystyle T_{0}={\frac {1}{N}}\sum _{i=1}^{N}\left(\ln {\frac {\overline {x}}{x_{i}}}\right)}
где {\displaystyle x_{i}} доход {\displaystyle i}-го индивидуума, {\displaystyle {\overline {x}}={\frac {1}{N}}\sum _{i=1}^{N}x_{i}} среднее значение дохода, и {\displaystyle N} количество индивидуумов в популяции. Если доходы всех индивидуумов равны, то индексы Тейла равны нулю. Если доход всей популяции сконцентрирован в руках одного индивидуума, то индексы Тейла равны ln N. Иногда в литературе индексом Тейла называется только индекс {\displaystyle T_{1}}, в то время как {\displaystyle T_{0}} называется среднелогарифмическим отклонением. Среднелогарифмическое отклонение чувствительно к изменениям у нижней границы шкалы распределения, в то время как индекс Тейла одинаково чувствителен к изменениям по всей шкале распределения.

## Разложимость индекса Тейла
Если популяция разбита на группы {\displaystyle G_{1},...,G_{J}}, то индекс Тейла можно записать как
{\displaystyle T=\sum _{j=1}^{J}\omega _{j}*T(G_{j})+T(\{y_{1},...,y_{J}\}),}
где {\displaystyle \omega _{j}={\frac {N_{j}}{N}}{\frac {y_{j}}{\overline {x}}}}, {\displaystyle y_{j}} — среднее значение дохода в группе {\displaystyle G_{j}}, {\displaystyle {\overline {x}}={\frac {1}{N}}\sum _{i=1}^{N}x_{i}} среднее значение дохода во всей популяции, {\displaystyle N_{j}} — количество индивидуумов в группе {\displaystyle G_{j}} и {\displaystyle N} — количество индивидуумов в популяции. Отношение {\displaystyle {\frac {T(\{y_{1},...,y_{J}\})}{T}}} — процент социального неравенства, объяснимый заданным разбиением на группы. Так, по 32,6 % неравенства уровней расходов в Индонезии может быть объяснено уровнем образования главы семьи, 18,9 % провинцией проживания и только 2,6 % гендером главы семьи.

## Математические особенности индекса Тейла
Индекс Тейла инвариантен по отношению к умножению, то есть, он не изменяется при девальвации. Индекс Тейла не инвариантен по отношению к сложению.

## Индекс Тейла и индекс Аткинсона
Индекс Аткинсона вычисляется с применением функции {\displaystyle 1-e^{-T}}, где {\displaystyle T} — индекс Тейла.

## Применения индекса Тейла
Кроме многочисленных применений в области экономики, индекс Тейла используется при оценке качества ирригационных систем и распределения метрик программного обеспечения.